# Rubberlegs Williams
Henry Rubberlegs Williams (Atlanta, 14 de juliol de 1907 - Nova York, 17 d'octubre de 1962) fou un cantor de jazz i ballarí estatunidenc.
Des de la infància desenvolupà les seves aptituds pel ball i la cançó, i debutà professionalment a principis del 1920, actuant en revistes (vodevil). El 1933 es traslladà a Nova York per treballar en el Cotton Club, amb la revista Blackbirds 1933, i participà en la filmació del curtmetratge Smach your baggage, amb l'orquestra d'Elmer Snowden i amb Roy Eldridge, Dick Wells i Big Cit Catlett.
Amb el malnom de <cames de cautxú>, per la seva flexibilitat de moviments i per la seva expressivitat al interpretar el blues, realitzà gires i actuà en clubs amb distintes formacions, com les de Chick Webb, Fletcher Henderson i Duke Ellington, entre d'altres. El 1937 cantà en els funerals de Bessie Smith. El 1945 gravà per la firma Continental, amb Charlie Parker, Dizzy Gillespie i Don Byas, un grup format per Clyde Hart.
Entre la seva discografia cal citar: Empty bed bleus (amb Oscar Pettiford, 1945) i That`s the blues (amb Clyde Hart's All Stars, 1945).